# Die Mädchenfalle – Der Tod kommt online
Die Mädchenfalle – Der Tod kommt online ist ein Thriller aus dem Jahr 1998. Die Erstausstrahlung fand am 18. Februar 1998 auf RTL statt. Die Hauptrollen besetzten Alexandra Maria Lara und Thomas Kretschmann. Regie führte Peter Ily Huemer, die ausführende Produktionsfirma war Zeitsprung Film in Zusammenarbeit mit RTL.

## Handlung
Silke Hartmann ist 17 Jahre alt und noch unglücklich mit ihrem Liebesleben. Deswegen entscheidet sie sich, in verschiedenen Chatrooms im Internet nach einem Partner zu suchen. Dort lernt sie den angeblich ebenfalls 17-jährigen Jan kennen. Silke glaubt, dass er genau der Richtige für sie sei. Als sie sich mit ihm treffen möchte, muss sie erfahren, dass ihr angeblicher Chatpartner nicht existiert, sondern es sich um einen Lockvogel handelt, der für eine Gruppe Pädophiler im Internet nach Opfern sucht. In der Zwischenzeit arbeitet Kommissar Magnus Sieber mit seiner Assistentin Dagmar Matius zusammen, um einen Sexualmord an einer misshandelt aufgefundenen Schülerin aufzuklären. Im Internet finden sie Hinweise auf eine Ermordung und eine Spur zu den Mädchenhändlern und Silke Hartmann. Sieber gibt sich als möglicher Kunde der Gruppe aus und gelangt so in die Nähe von Silke. Bei dem Versuch, sie zu befreien, kommt es zu einem Showdown mit den Tätern.